# Julius Ruiz
Julius Ruiz (1973) és un historiador i hispanista escocès d'origen espanyol, professor de la Universitat d'Edimburg.
Es autor d' El terror rojo (Espasa, 2012), un estudi sobre la repressió republicana durant la Guerra Civil Espanyola;
 Franco's Justice (Oxford University Press, 2005), en el qual analitza la repressió franquista després del final de la guerra; i Paracuellos, una verdad incómoda (Espasa, 2015), sobre les matances de Paracuellos.